# Alicyclische Verbindungen
Alicyclische Verbindungen, auch Alicyclen oder Cycloaliphaten genannt, sind gesättigte oder ungesättigte cyclische Verbindungen, bei denen die ringbildenden Atome ausschließlich Kohlenstoffatome sind und die Ringsysteme aliphatische Struktur haben. Es sind also  carbocyclische und deshalb homo- oder isocyclische Verbindungen, die im Gegensatz zu den Aromaten, nicht die  Aromatizitätskriterien (Hückelregel) erfüllen.
Der Begriff enthält die Bezeichnungen aliphatisch und cyclisch und definiert sich dadurch als die Menge derjenigen Verbindungen, die man sich durch Cyclisierung von aliphatischen Kohlenwasserstoffen entstanden denken kann.
Alle Cycloalkane und Derivate, sowie Cycloalkene und Cycloalkine sind also alicyclisch, ebenso wie Verbindungen mit verbrückten Kohlenstoffgerüsten, beispielsweise Norbornan. Heterocyclen zählen nicht zu den alicylischen Verbindungen.
Einige Beispiele für alicyclische Grundgerüste:

Cyclobutadien
Cyclopentadien
Cyclohexan
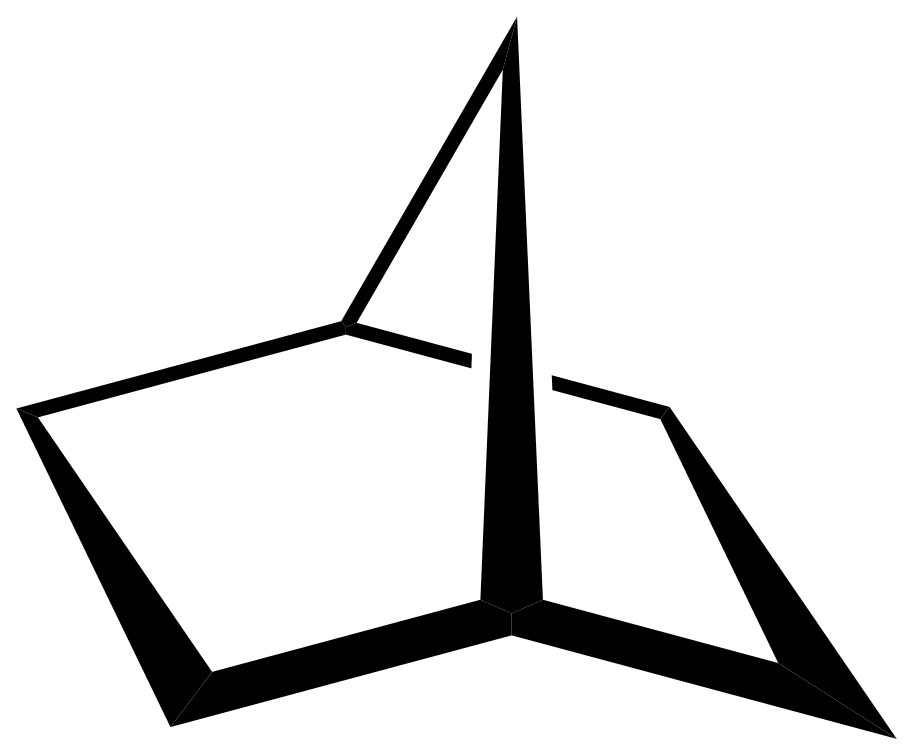
Norbornan